# Zygosaurus
Zygosaurus lucius es un género y especie extintos de anfibio que vivió durante el Pérmico. Se han encontrado sus fósiles en Tatarstán (Rusia).